# پیو مارکی
پیو مارکی (انگلیسی: Pio Marchi؛ 1895 – december ۱۹۴۲ (۴۶−۴۷ سال)) بازیکن فوتبال اهل پادشاهی ایتالیا بود.
از باشگاه‌هایی که در آن بازی کرده‌است می‌توان به باشگاه فوتبال یوونتوس اشاره کرد.